# Janvier 1857

## Événements
- Inde : début de la Révolte des cipayes ; les premiers signes de révolte sont durement réprimés à Barrackpore et Berhampore, au Bengale. Les Cipayes sont des soldats indiens au service des Britanniques, au nombre de 190 000. Leur révolte a été déclenchée par la distribution de cartouches enduite de graisse d’animaux tabous, qu’ils devaient mordre pour les décapsuler.
- Comité secret pour l’étude d’un projet de libération des serfs en Russie. Comités provinciaux de la noblesse chargés d’élaborer des propositions sur le thème en décembre.

- 1er janvier : adoption du Code civil au Chili. Inspiré de celui de Napoléon, il est rédigé par le président Manuel Montt.
- 15 janvier : Début de la publication du journal El Museo Universal.
- 31 janvier :
  - l'archevêque de Paris, Mgr Sibour, est poignardé et tué dans l'église Saint-Étienne-du-Mont (Paris), par l'abbé Jean Verger, prêtre interdit et dément, opposé au dogme de l'Immaculée Conception.
  - Le cardinal et archevêque de Tours, Morlot, devient archevêque de Paris.

## Naissances
- 6 janvier : Kate Edger, universitaire néo-zélandaise († 6 mai 1935).
- 15 janvier :
  - Kakichi Mitsukuri (mort le 16 septembre 1909), zoologiste japonais
  - Richard Birdsall Rogers (mort le 2 octobre 1927), ingénieur canadien en construction et en mécanique
  - Uemura Masahisa (mort le 8 janvier 1925), pasteur, théologien et critique japonais

- 23 janvier : Andrija Mohorovičić, sismologue croate († 18 décembre 1936).

## Décès
- 14 janvier : Johann Ludwig Christian Carl Gravenhorst, zoologiste allemand (° 1777).

- 21 janvier : Franz Krüger, peintre prussien (° 10 septembre 1797).
- 30 janvier : Agostino Aglio, lithographe, graveur et peintre italien (° 15 décembre 1777).